# نايل دياموند
نيل دايموند (بالإنجليزية: Neil Diamond) (24 يناير 1941 في بروكلين، نيويورك) هو مغن وكاتب أغاني أمريكي، بدات شهرته في منتصف الستينات كنجم صاعد ومنذ العام 1969 بدات شهرته ونجوميته تتزايد حتى أصبح واحدا من المع نجوم السبعينات كما أن اغنيته Sweet Caroline هي أشهر أغنية له لدرجة انها أصبحت نشيدا لعدد من الفرق الإنجليزية

## روابط خارجية
- نايل دياموند على موقع IMDb (الإنجليزية)
- نايل دياموند على موقع الموسوعة البريطانية (الإنجليزية)
- نايل دياموند على موقع مونزينجر (الألمانية)
- نايل دياموند على موقع ألو سيني (الفرنسية)
- نايل دياموند على موقع ميوزك برينز (الإنجليزية)
- نايل دياموند على موقع رولينغ ستون (الإنجليزية)
- نايل دياموند على موقع أول موفي (الإنجليزية)
- نايل دياموند على موقع قاعدة بيانات برودواي على الإنترنت (الإنجليزية)
- نايل دياموند على موقع قاعدة بيانات الأفلام السويدية (السويدية)
- نايل دياموند على موقع إن إن دي بي (الإنجليزية)